# Agnès de Baudement
Pour les articles homonymes, voir Braine.
Agnès de Baudement, comtesse de Braine et de Dreux, née en 1130, morte le 24 juillet 1204, est la fille Guy de Baudement, seigneur de Baudement († 1144), comte de Braine. Elle est dame de Braine-sur-Vesle, comtesse de Fère-en-Tardenois, de Néelle, de Pont-Arcy (Aisne), de Longueville, de Quincy-Basse et de Baudement.
Vers 1150, elle épouse en premières noces Milon III de Bar-sur-Seine, comte de Bar-sur-Seine, qui meurt vers 1151, dont elle a une fille :
- Pétronille de Bar-sur-Seine, qui épouse en 1168 Hugues IV du Puiset, dont elle a un fils : Milon IV du Puiset[2].

Veuve de Milon de Bar-sur-Seine, elle épouse en 1152, en secondes noces Robert Ier de Dreux (1123 † 1188), comte de Dreux, cinquième fils de Louis VI le Gros, roi de France et d'Adèle de Savoie. Ils eurent 10 enfants :
- Robert II (1154 † 1218), comte de Dreux et de Braine ;
- Henri (1155 † 1199), évêque d'Orléans ;
- Alix (1156 † ap. 1217), mariée en 1174 à Raoul Ier (1135 † 1191), seigneur de Coucy ;
- Philippe (1158 † 1217), évêque de Beauvais, puis archevêque de Reims ;
- Isabeau (1160 † 1239), mariée en 1178 à Hugues III de Broyes († 1199), seigneur de Broyes et de Châteauvillain ;
- Pierre (1161 † 1186), seigneur de Bouconville-Vauclair en partie ;
- Guillaume (1163 † ap. 1189), seigneur de Braye-en-Laonnois, de Torcy-en-Valois et de Chilly ;
- Jean (1164 † ap. 1189) ;
- Mamilie (1166 † 1200), religieuse à l'abbaye du Charme, au nord de Château-Thierry ;
- Marguerite (1167 †), religieuse à l'abbaye du Charme.